# Dion Jordan
Dion Rory Jordan (* 5. März 1990 in San Francisco, Kalifornien) ist ein ehemaliger US-amerikanischer American-Football-Spieler auf der Position des Defensive Ends und aktueller -trainer. Er wurde im NFL Draft 2013 als dritter Spieler von den Miami Dolphins ausgewählt. Zuletzt spielte er für die San Francisco 49ers in der National Football League (NFL). Aktuell ist er Assistant Head Coach am Eureka College in Illinois.

## Frühe Jahre
Jordan besuchte die Chandler High School in Chandler, Arizona. Dort war er im Footballteam sowohl als Tight End als auch als Defensive End aktiv. Er fing in seinen letzten beiden Jahren als Tight End den Ball für 1096 Yards und 16 Touchdowns. Zusätzlich war er in der Basketball- und Leichtathletikmannschaft der Schule aktiv. Nach seinem Highschoolabschluss erhielt er ein Stipendium der University of Oregon, für die er von 2009 bis 2012 Football spielte. Nachdem er in seinem ersten Jahr geredshirted wurde, kam er auch in seinem zweiten Jahr nur unregelmäßig zum Einsatz. Ab 2010 wurde er jedoch Stammspieler als Defensive End. Insgesamt kam er in 45 Spielen zum Einsatz und verzeichnete 121 Tackles und 14,5 Sacks. Mit seinem Team war Jordan außerordentlich erfolgreich. So konnten die Oregon Ducks 2009 und 2010 die Pacific-10-Conference gewinnen sowie nach der Aufstockung um zwei weitere Teams 2011 die Pacific-12-Conference. Zusätzlich konnten sie 2011 den Rose Bowl und 2012 den Fiesta Bowl gewinnen. Auch Jordan persönlich konnte gute Leistungen zeigen und wurde 2012 ins First-Team All-American sowie 2011 und 2012 ins First-Team All-Pac-12 gewählt.

## Karriere als Spieler

### Miami Dolphins
Im NFL-Draft 2013 wurde Jordan in der 1. Runde an 3. Stelle von den Miami Dolphins ausgewählt. Er gab sein NFL-Debüt am 1. Spieltag der Saison 2013 beim 23:10-Sieg der Dolphins gegen die Cleveland Browns. Dabei verzeichnete er auch seinen ersten Karriere-Sack in der NFL gegen Quarterback Brandon Weeden. Insgesamt kam er in seinem Rookie-Jahr in allen 16 Spielen in der Defense und in den Special Teams zum Einsatz, jedoch war er in keinem Spiel Starter. Vor der Saison 2014 wurde Jordan zunächst für 4 Spiele, danach noch für 2 weitere Spiele von der NFL suspendiert, da er gegen die Regeln bezüglich leistungssteigernder Medikamente verstoßen hatte. Ab dem 8. Spieltag kam er wieder als Backup bei den Dolphins zum Einsatz. Am letzten Spieltag der Saison stand er bei der 24:37-Niederlage gegen die New York Jets erstmals als Starter in der NFL auf dem Feld.
Am 28. April 2015 wurde er von der NFL für die gesamte Saison 2015 suspendiert, da er erneut gegen die Regeln bezüglich leistungssteigernder Medikamente verstoßen hatte. Diesmal fiel er zwar nicht im Drogentest durch, aber es wurde nachgewiesen, dass er seine Probe verdünnt hatte, was eine automatische Suspendierung nach sich zog. Zwar wurde die Suspendierung im Juli 2016 unter Vorbehalt aufgehoben, nichtsdestotrotz kam er auch in der Saison 2016 in keinem Spiel zum Einsatz. Daraufhin wurde er am 31. März 2017 von den Dolphins entlassen.

### Seattle Seahawks
Am 11. April 2017 unterschrieb Jordan einen Vertrag bei den Seattle Seahawks. Zunächst wurde er jedoch aufgrund einer Knieverletzung auf die Injured Reserve Liste gesetzt. Im November wurde er jedoch in den Kader aufgenommen und so gab Jordan am 10. Spieltag beim 22:16-Sieg gegen die Arizona Cardinals sein Debüt für die Seahawks, bei dem er Quarterback Drew Stanton auch einmal sacken konnte. Am 15. Spieltag konnte er bei der 7:42-Niederlage gegen die Los Angeles Rams 7 Tackles verzeichnen, bis dato seine Karrierehöchstleistung. Auch in der Saison 2018 kam er regelmäßig als Backup zum Einsatz. Da die Seahawks in der Saison 10 Spiele gewannen und nur 6 verloren, qualifizierten sie sich für die Playoffs. Jordan gab sein Playoff-Debüt beim Spiel in der 1. Runde gegen die Dallas Cowboys, das allerdings mit 22:24 verloren wurde. Nach der Saison wurde Jordan jedoch ein Free Agent. Im Mai 2019 wurde er erneut von der NFL suspendiert, diesmal für 10 Spiele wegen des Missbrauchs von Amphetaminen.

### Oakland Raiders
Am 9. November 2019 unterschrieb Jordan einen Vertrag bei den Oakland Raiders. Ab dem 12. November durfte er von den Raiders nach seiner Sperre wieder eingesetzt werden. So gab er sein Debüt beim 17:10-Sieg gegen die Cincinnati Bengals, bei dem er erneut einen Sack an Quarterback Ryan Finley verzeichnen konnte. Er beendete die Saison mit Einsätzen in 7 Spielen, bei denen er insgesamt 5 Tackles und 2 Sacks verzeichnete. Nach der Saison wurde er erneut ein Free Agent.

### San Francisco 49ers
Jordan erhielt einen Vertrag beim Team seiner Geburtsstadt für die Saison 2020. Im September wurde er jedoch wieder entlassen, tags darauf erhielt er einen neuen Vertrag im Practice Squad. Am 23. September wurde er in den Spieltagskader aufgenommen, und am 27. September gab er sein Debüt für sein neues Team beim 36:9-Sieg gegen die New York Giants, bei dem er Quarterback Daniel Jones einmal sacken konnte. Auch im restlichen Verlauf der Saison 2020 kam er regelmäßig als Backup zum Einsatz.

## Karriere als Trainer
Nach dem Ende seines Vertrages bei den 49ers konnte Jordan keinen neuen Arbeitgeber finden. 2024 begann er schließlich eine Trainerkarriere als Assistenzcheftrainer der Eureka Red Devils am Eureka College in Eureka, Illinois. Dort assistierte er Head Coach Randy Starks, mit dem er zusammen bei den Miami Dolphins als Spieler aktiv gewesen war. In der ersten Saison als Trainer am College konnte die Mannschaft jedoch keins der zehn Saisonspiele gewinnen.

## Karrierestatistiken
| Legende | Legende            |
| ------- | ------------------ |
| Fett    | Karrierehöchstwert |

### Regular Season
| Saison                             | Team             | Spiele | Spiele  | Tackles      | Tackles      | Tackles      | Tackles      | Tackles      | Interceptions | Interceptions | Interceptions | Interceptions | Interceptions | Interceptions | Fumbles      | Fumbles      | Fumbles      |
| Saison                             | Team             | Gesamt | Starter | Gesamt       | Solo         | Assist       | Sack         | Safety       | PD            | Int           | Yards         | Avg           | Lang          | TD            | FF           | FR           | TD           |
| ---------------------------------- | ---------------- | ------ | ------- | ------------ | ------------ | ------------ | ------------ | ------------ | ------------- | ------------- | ------------- | ------------- | ------------- | ------------- | ------------ | ------------ | ------------ |
| 2013                               | Dolphins         | 16     | 0       | 26           | 19           | 7            | 2,0          | 0            | 2             | 0             | 0             | 0,0           | 0             | 0             | 0            | 0            | 0            |
| 2014                               | Dolphins         | 10     | 1       | 20           | 20           | 0            | 1,0          | 0            | 1             | 0             | 0             | 0,0           | 0             | 0             | 0            | 0            | 0            |
| 2015                               | Dolphins         | 0      | 0       | Suspendiert  | Suspendiert  | Suspendiert  | Suspendiert  | Suspendiert  | Suspendiert   | Suspendiert   | Suspendiert   | Suspendiert   | Suspendiert   | Suspendiert   | Suspendiert  | Suspendiert  | Suspendiert  |
| 2016                               | Dolphins         | 0      | 0       | Ohne Einsatz | Ohne Einsatz | Ohne Einsatz | Ohne Einsatz | Ohne Einsatz | Ohne Einsatz  | Ohne Einsatz  | Ohne Einsatz  | Ohne Einsatz  | Ohne Einsatz  | Ohne Einsatz  | Ohne Einsatz | Ohne Einsatz | Ohne Einsatz |
| 2017                               | Seahawks         | 5      | 0       | 18           | 10           | 8            | 4,0          | 0            | 0             | 0             | 0             | 0,0           | 0             | 0             | 1            | 0            | 0            |
| 2018                               | Seahawks         | 12     | 3       | 22           | 17           | 5            | 1,5          | 0            | 1             | 0             | 0             | 0,0           | 0             | 0             | 1            | 0            | 0            |
| 2019                               | Raiders          | 7      | 0       | 5            | 5            | 0            | 2,0          | 0            | 1             | 0             | 0             | 0,0           | 0             | 0             | 0            | 0            | 0            |
| 2020                               | 49ers            | 13     | 1       | 17           | 11           | 6            | 3,0          | 0            | 1             | 0             | 0             | 0,0           | 0             | 0             | 1            | 1            | 0            |
| Gesamte Karriere                   | Gesamte Karriere | 63     | 5       | 108          | 82           | 26           | 13,5         | 0            | 6             | 0             | 0             | 0,0           | 0             | 0             | 3            | 1            | 0            |
| Quelle: pro-football-reference.com |                  |        |         |              |              |              |              |              |               |               |               |               |               |               |              |              |              |

### Postseason
| Saison                             | Team             | Spiele | Spiele  | Tackles | Tackles | Tackles | Tackles | Tackles | Interceptions | Interceptions | Interceptions | Interceptions | Interceptions | Interceptions | Fumbles | Fumbles | Fumbles |
| Saison                             | Team             | Gesamt | Starter | Gesamt  | Solo    | Assist  | Sack    | Safety  | PD            | Int           | Yards         | Avg           | Lang          | TD            | FF      | FR      | TD      |
| ---------------------------------- | ---------------- | ------ | ------- | ------- | ------- | ------- | ------- | ------- | ------------- | ------------- | ------------- | ------------- | ------------- | ------------- | ------- | ------- | ------- |
| 2018                               | Seahawks         | 1      | 0       | 1       | 0       | 1       | 0,0     | 0       | 0             | 0             | 0             | 0,0           | 0             | 0             | 0       | 0       | 0       |
| Gesamte Karriere                   | Gesamte Karriere | 1      | 0       | 1       | 0       | 1       | 0,0     | 0       | 0             | 0             | 0             | 0,0           | 0             | 0             | 0       | 0       | 0       |
| Quelle: pro-football-reference.com |                  |        |         |         |         |         |         |         |               |               |               |               |               |               |         |         |         |